# 郭瑀 (十六国)
郭瑀（？—？），字元瑜，十六国前凉、前秦时期敦煌人，学者。他游学到张掖师从郭荷，在学术上继承了郭荷，并为师守孝三年。他在临松山薤谷山崖上开凿石窟居住、读书和讲学，过隐居生活，著有《春秋墨说》《孝经错纬》。晋书隐逸传中有传。  